# Дыбовский, Виктор Владимирович
Ви́ктор Влади́мирович Дыбо́вский (13 [25] января 1884, Смоленск, Российская империя — 29 декабря 1953, Лондон, Великобритания) — русский морской офицер, военный лётчик и авиаконструктор.

## Биография
Из дворян Киевской губернии, православного вероисповедания (отец, Владимир Леонардович Дыбовский, — военный, дослужился до подполковника).
Окончил Морской кадетский корпус (1904), Офицерский класс Учебного воздухоплавательного парка (1910), Офицерскую школу авиации Отдела воздушного флота (1911), теоретическая подготовка в которой проводилась на курсах при кораблестроительном отделении Петербургского политехнического института под руководством профессора Боклевского К.П.
На военной службе с 1901 года, — гардемарин.
С 28.01.1904 зачислен в 19-й флотский экипаж Балтийского флота в чине мичмана.
Участник русско-японской войны. 
С 02.02.1905 по 15.05.1905 — на эскадренном броненосце «Император Николай I»; в составе 3-й Тихоокеанской эскадры адмирала Н. И. Небогатова (3-го броненосного отряда 2-й Тихоокеанской эскадры) совершил заграничное плавание из Либавы в Японское море. 14-15.05.1905 участвовал в Цусимском сражении, затем был в японском плену.
По возвращении из плена, с 08.03.1907 переведен из Балтийского флота в Черноморский.
12.03.1907 зачислен в 29-й флотский экипаж, 22.03.1907 переведен в 28-й флотский экипаж. 13.04.1908 произведен в лейтенанты.
С 01.10.1908 — в судовом составе Черноморского флота. С 19.11.1908 — старший флаг-офицер штаба командующего отрядом минных судов Черноморского флота. С 14.03.1909 — флаг-офицер при начальнике 1-го дивизиона эскадренных миноносцев Чёрного моря.
С 03.07.1909 — командующий миноносцем № 273.
С 24.08.1909 по 20.10.1909 находился в командировке в артиллерийском офицерском классе.
04.12.1909 командирован на учёбу в Офицерский класс Учебного воздухоплавательного парка. Окончил Офицерскую авиационную школу Отдела воздушного флота (со званием «военный лётчик») и назначен в распоряжение начальника Отдела воздушного флота, с прикомандированием ко 2-му флотскому экипажу. С конца 1910 года и до конца службы был прикомандирован к Морскому генеральному штабу «для занятий воздухоплаванием».
В 1911 году Дыбовский, будучи лётчиком-инструктором Севастопольской офицерской школы авиации, испытывал первые российские авиадвигатели «калеп» Рижского завода «Мотор». Летом 1911 года участвовал в первом в Севастополе воздушном параде.
Выполняя полёты на аэропланах, Дыбовский первым среди военных авиаторов Российской империи экспериментирует с фотографированием с воздуха наземных объектов. Самый большой вклад в развитие отечественной морской авиации Дыбовский внёс 6 июня 1911 года, когда ему в первый раз визуально удалось с аэроплана обнаружить подводную лодку в погружённом состоянии, а его пассажир (подпоручик Гельгар) сделал  соответствующие фотоснимки с борта летательного аппарата. Этим в Российской империи было положено начало зарождения противолодочной авиации.

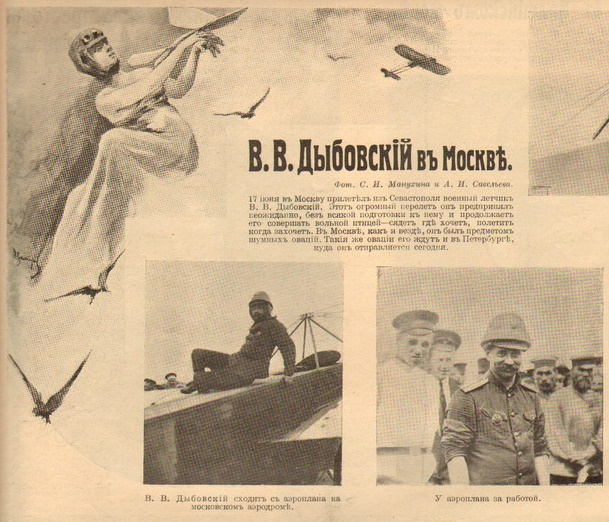
Москва, июнь 1912г. Лётчик Дыбовский (Виктор) после перелёта из Севастополя

В июне 1912 года на летательном аппарате Nieuport N.IV совершил перелёт по маршруту Севастополь — Харьков — Орёл — Тула — Москва — Санкт-Петербург. Расстояние в 2235 вёрст с 25-ю промежуточными посадками (из-за непрекращающихся неполадок в моторе) преодолел за 25 лётных часов, что по тем временам было беспрецедентным событием в авиации.
В 1913 году в Риге на заводе «Мотор» построил вместе с братом Вячеславом оригинальный моноплан «Дельфин», с фюзеляжем передовой обтекаемой формы. В том же году он стал победителем первого авиаперелёта Гатчина—Севастополь, за что царь наградил Дыбовского золотой ендовой и на императорской яхте «Штандарт» в честь Дыбовского устроили торжественный приём.
В 1914 году изобрёл и изготовил на заводе «Дукс» синхронизатор для стрельбы через винт аэроплана. Для истребителей был оформлен патент Дыбовского на звездообразное расположение цилиндра двигателя.
С 05.04.1914 — военный лётчик 20-го корпусного авиационного отряда Черноморского флотского экипажа.

### Первая мировая война

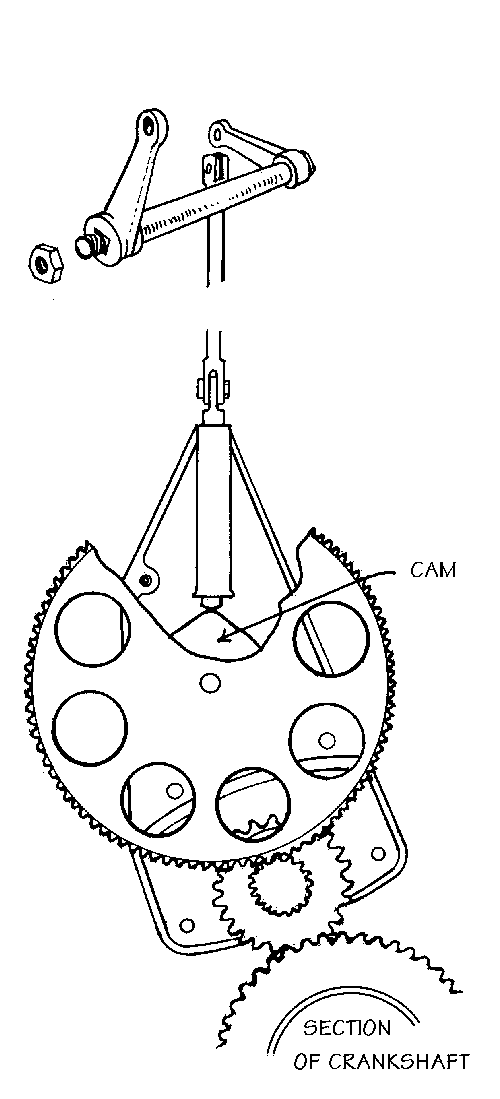
Схема синхронизатора Скарффа-Дыбовского

Участник Первой мировой войны. Воевал военным лётчиком 20-го корпусного авиационного отряда, включённого с началом войны в состав войск 4-й армии Юго-Западного фронта. Вместе с ним воевали два его брата: Всеволод, подпоручик, умер в 1915 году от ран; и Борис, прапорщик.
В январе 1915 года за отличие по службе пожалован чином старшего лейтенанта (что соответствовало тогда званию капитана в пехоте). За боевые отличия и героизм удостоен орденов, в том числе — ордена Святого Георгия 4-й степени.
С сентября 1915 года состоял в распоряжении генерала-квартирмейстера штаба 4-й армии.
В начале 1916 года Виктора Владимировича командировали в Англию в качестве начальника миссии военно-морской авиации Российской империи при Антанте. Выехал в Лондон с женой Клавдией и дочерью Милицей Дыбовскими. Согласно его собственным записям в семейном архиве, за время пребывания в Лондоне он дважды был представлен королю Георгу V.
С 30.07.1916 — капитан 2-го ранга. 30.07.1917, по статуту ордена Святого Георгия, произведен в капитаны 1-го ранга.
Будучи в Англии, Дыбовский в порядке технического взаимодействия с союзниками передал им своё изобретение синхронизатора стрельбы через пропеллер, принятый на вооружение как «синхронизатор Скарффа-Дыбовского». Уже через полгода синхронизатор Скарффа-Дыбовского англичане стали устанавливать на самолёт «Сопвич».

### В эмиграции
После выхода Российской империи из войны продолжал некоторое время во Франции взаимодействовать с бывшими союзниками, и в дальнейшем с семьёй остался за границей. Жил в разных странах, в частности, в США, в Швейцарии. Англичане отказались платить русскому эмигранту за его авиамоторные изобретения, суд также ни к чему не привёл.
В начале 1920-х годов Дыбовский работал в США, занимаясь усовершенствованием оружия. Вернувшись в Англию и связавшись с советской торговой делегацией, в 1924—1925 годах работал в АРКОСе, занимавшейся ведением торговли между СССР и Англией, по приёмке английских авиамоторов. В 1924 году  приезжал в Москву для демонстрации своего нового пулемёта и передачи чертежей на него.
После Второй мировой войны, в 1940-е годы, являлся техническим директором нескольких своих английских фирм, которые занимались выпуском военных изделий его конструкций. В 1947 году  жена и дочь Дыбовского обращались в посольство СССР в Лондоне с просьбой о советском гражданстве.
В начале 1950-х годов заболевание Дыбовского туберкулёзом нарушило жизнь семьи, их материальное положение ухудшилось.
Умер 29 декабря 1953 года во Фристон-госпитале (Лондон) от туберкулёза. Похоронен в могиле для бедных на кладбище St Pancras and Islington Cemetery (Сент-Панкрас-энд-Ислингтон в районе Ист-Финчли на севере Лондона).
В 1976 году Почта СССР выпустила марку с изображением самолёта В. Дыбовского.
В 2019 году, при поддержке посольства Российской Федерации, на месте захоронения, обнаруженного историком авиации Романом Фирсововым, установлен надгробный памятник с фотографией лётчика.

## Награды
Ордена:
- Святого Станислава 3-й степени — (ВП по Морскому ведомству от 29.03.1909).
- Святого Станислава 2-й степени — (ВП по Морскому ведомству от 04.11.1911, за воздушную разведку на манёврах в 1910 году).
- Святой Анны 3-й степени с мечами и бантом — (???)[9].
- Святого Владимира 4-й степени с мечами и бантом — (ВП по Морскому ведомству от 08.09.1915, за разведку 23.08.1915 в районе Красник-Кщенов).
- Святого Георгия 4-й степени —

(ВП по морскому ведомству № 786 от 11.12.1915 г.):

«За то, что 22-24-го июня 1915 г. произвёл ряд воздушных разведок в районе г. Красника, занятого неприятелем, и своевременно доставил важные сведения о силе, положении и передвижениях значительных сил неприятеля. Эти ценные сведения послужили хорошей ориентировкой и облегчили управление и достижение успеха в бою с неприятелем, превосходящим в силах. По получении, благодаря той же воздушной разведке, сведений о начавшемся отходе неприятеля по всему фронту, было начато преследование его, причём противник был отброшен за р. Красник и захвачено около 10 000 пленных. Во время этой последней разведки, старший лейтенант Дыбовский атаковал производивший разведку биплан неприятеля и, несмотря на огонь с неприятельского аппарата, заставил его прекратить разведку и удалиться обратно. Отважная воздушная разведка эта была доведена до конца, несмотря на собиравшуюся грозу, обстрел неприятельской артиллерией и на полученные две пулевые опасные для аппарата пробоины.»  
Медали:
- «В память русско-японской войны» (1907)
- «В память 100-летия Отечественной войны 1812 года» (1912)
- «В память 300-летия царствования дома Романовых» (1913)
- «В память 200-летия морского сражения при Гангуте» (1915)

Знаки:
- Золотой знак за окончание Морского корпуса (1910)

Иностранные награды:
- британский орден Святых Михаила и Георгия 3-го класса — (1916/1917?)